# Katarina Botwid
Lene Katarina Botwid, född 3 februari 1959, är en svensk keramiker och forskare inom arkeologi.
Katarina Botwid är verksam som föreläsare, forskare, lärare och keramiker. Katarina Botwid har haft ett flertal utställningar, bland annat på Röde Stens konsthall samt Vänersborgs och Växsjö konsthall. Hon är även verksam som föreläsare i arkeologi samt lärare på Hellidens folkhögskola i Tidaholm där hon ansvarar för kursen Fördjupningsår kreativa yrken. 
År 1997 avlade hon magisterexamen i keramik konst vid Göteborgs universitet. År 2016 blev hon fil. dr i arkeologi vid Lunds Universitet 
Botwid har också skrivit ett flertal böcker. 